# Jakub Vadlejch
Jakub Vadlejch (ur. 10 października 1990 w Pradze) – czeski lekkoatleta specjalizujący się w rzucie oszczepem.
W 2007 roku startował w mistrzostwach świata kadetów. Finalista światowego czempionatu juniorów (2008) oraz mistrzostw Europy w tej kategorii wiekowej (2009). Zwyciężył w Moskwie w klubowym pucharze Europy juniorów w 2009. 26 września 2009 roku w Domažlicach z wynikiem 81,95 ustanowił rekord Czech juniorów. Medalista mistrzostw kraju. Uczestnik mistrzostw Europy w Amsterdamie oraz ósmy oszczepnik igrzysk olimpijskich (2016). W 2017 został w Londynie wicemistrzem świata. Srebrny medalista igrzysk olimpijskich w Tokio (2021). W 2022 i 2023 zdobył brązowe medale mistrzostw świata, natomiast w 2024 został mistrzem Europy.
Rekord życiowy: 90,88 (13 maja 2022, Doha).

## Osiągnięcia
| Rok  | Impreza                                 | Miejsce        | Pozycja           | Wynik |
| ---- | --------------------------------------- | -------------- | ----------------- | ----- |
| 2007 | Mistrzostwa świata juniorów młodszych   | Ostrawa        | 12. miejsce       | 65,63 |
| 2008 | Mistrzostwa świata juniorów             | Bydgoszcz      | 10. miejsce       | 68,79 |
| 2009 | Mistrzostwa Europy juniorów             | Nowy Sad       | 8. miejsce        | 69,63 |
| 2010 | Mistrzostwa Europy                      | Barcelona      | el. – 16. miejsce | 76,04 |
| 2011 | Młodzieżowe mistrzostwa Europy          | Ostrawa        | –                 | NM    |
| 2011 | Mistrzostwa świata                      | Daegu          | el. – 16. miejsce | 80,08 |
| 2012 | Igrzyska olimpijskie                    | Londyn         | el. – 25. miejsce | 77,61 |
| 2014 | Mistrzostwa Europy                      | Zurych         | el. – 20. miejsce | 75,14 |
| 2015 | Mistrzostwa świata                      | Pekin          | el. – 20. miejsce | 78,95 |
| 2016 | Mistrzostwa Europy                      | Amsterdam      | 9. miejsce        | 78,12 |
| 2016 | Igrzyska olimpijskie                    | Rio de Janeiro | 8. miejsce        | 82,42 |
| 2017 | Superliga drużynowych mistrzostw Europy | Lille          | 1. miejsce        | 87,95 |
| 2017 | Mistrzostwa świata                      | Londyn         | 2. miejsce        | 89,73 |
| 2018 | Mistrzostwa Europy                      | Berlin         | 8. miejsce        | 80,64 |
| 2018 | Puchar interkontynentalny               | Ostrawa        | 5. miejsce        | 84,76 |
| 2019 | Superliga drużynowych mistrzostw Europy | Bydgoszcz      | 2. miejsce        | 79,88 |
| 2019 | Mistrzostwa świata                      | Doha           | 5. miejsce        | 82,19 |
| 2021 | Igrzyska olimpijskie                    | Tokio          | 2. miejsce        | 86,67 |
| 2022 | Mistrzostwa świata                      | Eugene         | 3. miejsce        | 88,09 |
| 2022 | Mistrzostwa Europy                      | Monachium      | 2. miejsce        | 87,28 |
| 2023 | Mistrzostwa świata                      | Budapeszt      | 3. miejsce        | 86,67 |
| 2024 | Mistrzostwa Europy                      | Rzym           | 1. miejsce        | 88,65 |
| 2024 | Igrzyska olimpijskie                    | Paryż          | 4. miejsce        | 88,50 |